# Base Aeronaval Almirante Zar
La Base Aeronaval Almirante Zar (BAAZ) es una base aeronaval de la Armada Argentina que se encuentra a 7 km al norte del centro de la ciudad de Trelew, en la provincia del Chubut. Es una de las principales bases aeronavales de las FF. AA., donde se concentran los medios de exploración y vigilancia marítima. Comparte la pista con el Aeropuerto Almirante Marcos A. Zar (FAA: REL - IATA: REL - OACI: SAVT).
Creada el 9 de febrero de 1961, su nombre evoca al vicealmirante Marcos Zar, pionero y fundador de la Aviación Naval.
Sus medidas de seguridad y la falta de obstáculos geográficos en el aérea de emplazamiento lo transforma en un aeropuerto alternativo para aeronaves con emergencias en vuelo. Este aeropuerto cumple con todas las normativas y medidas necesarias para que los despegues y aterrizajes sean seguros y sin inconvenientes.
En esta base ocurrió en 1972 el fusilamiento de prisioneros políticos que se conoce como "masacre de Trelew".
Su dirección postal es Ruta 3 S/N y su Código Postal es (U9100) y sus coordenadas son latitud 43° 12' 35" S y longitud 65° 17' 02" O.

## Toponimia
El vicealmirante Marcos Antonio Zar fundador de la Aviación Naval, fue una de las figuras más prominentes de la Aviación Naval de la Armada Argentina; el 29 de noviembre de 1956, por Decreto-Ley de facto N.º 21 578, se lo reconoció como uno de los Fundadores de la Aviación Naval, y años después, el 21 de enero de 1970, otra ley de facto, la N.º 18 559, le otorgó el título de Benemérito de la Aeronáutica Argentina por haber acreditado méritos extraordinarios como forjador de la Aviación Naval. 

## Historia
La Base Aeronaval Almirante Zar fue creada en 1961. Por decreto del Poder Ejecutivo Nº 2549/71 se dispuso el 9 de febrero de 1972 el cambio de nombre de Base Aeronaval Trelew por el de Base Aeronaval Vicealmirante Marcos A. Zar.

### Masacre de Trelew

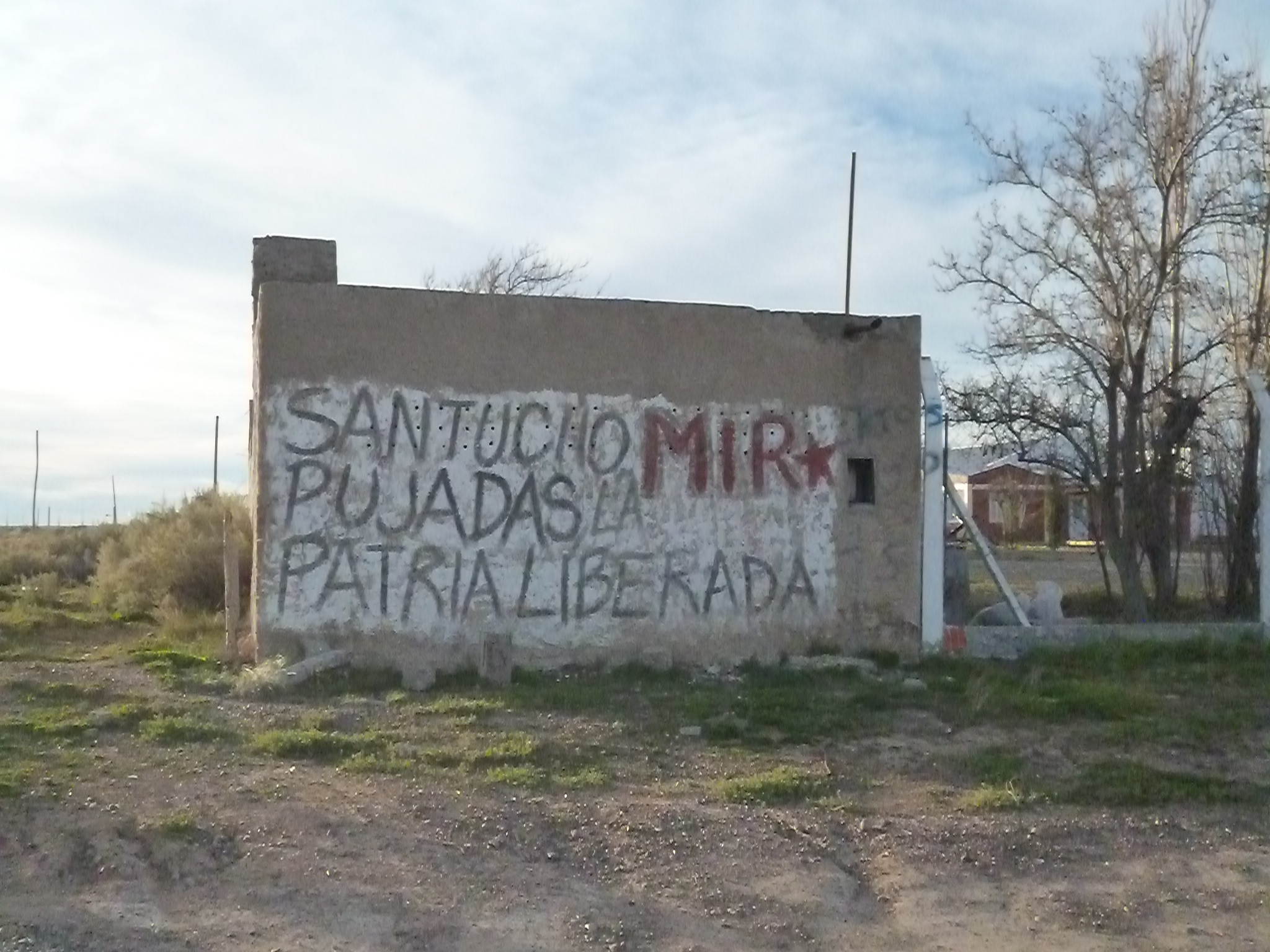
Grafiti sobre la masacre cerca del antiguo aeropuerto de Trelew.

En la madrugada del 22 de agosto de 1972, en la Base Aeronaval Almirante Zar tuvieron lugar los hechos conocidos como masacre o fusilamientos de Trelew al asesinato de varios miembros de distintas organizaciones armadas de izquierda, presos en el penal de Rawson, capturados tras un intento de fuga y ametrallados posteriormente por una partida dirigida por el capitán de corbeta Luis Emilio Sosa.
El 15 de agosto a las 18:30 horas se inició un masivo intento de fuga de la cárcel de Rawson, ciudad capital de Chubut,  en el cual lograron su propósito solamente 6 de los 110 reclusos del Ejército Revolucionario del Pueblo (ERP), Fuerzas Armadas Revolucionarias (FAR) y Montoneros que pensaban escapar.
Estos dirigentes fueron los únicos que pudieron huir rápidamente en un automóvil Ford "Falcon" que los esperaba, y trasladarse al Aeropuerto de Trelew para abordar una aeronave comercial BAC 1-11 de la empresa Austral (que realizaba el vuelo 811), previamente secuestrada por un comando guerrillero de apoyo, cuyos integrantes viajaban como pasajeros.
Los demás vehículos de transporte que debían esperar al resto de fugados no se hicieron presentes en la puerta de la cárcel debido a una confusa interpretación de las señales preestablecidas. Sin embargo, un segundo grupo de 19 evadidos logró arribar por sus propios medios en tres taxis al aeropuerto, pero llegaron tarde, justo en el momento en que la aeronave despegaba rumbo al vecino país de Chile, gobernado entonces por el socialista Salvador Allende.
Una patrulla militar bajo las órdenes del capitán de corbeta Luis Emilio Sosa, segundo jefe de la Base Aeronaval Almirante Zar, condujo a los prisioneros recapturados dentro de una unidad de transporte colectivo hacia dicha dependencia militar. Ante la oposición de éstos y el pedido de ser trasladados de regreso nuevamente a la cárcel de Rawson, el capitán Sosa adujo que el nuevo sitio de reclusión era transitorio, pues dentro del penal continuaba el motín y no estaban dadas las condiciones de seguridad.
Luego de unos días de incertidumbre, a las 03:30 horas del 22 de agosto, en la Base Naval Almirante Zar, los 19 detenidos fueron sorpresivamente despertados y sacados de sus celdas. Según testimonios de los tres únicos reclusos sobrevivientes, mientras estaban formados y obligados a mirar hacia el piso fueron ametrallados indefensos por una patrulla a cargo del capitán de corbeta Luis Emilio Sosa y del teniente Roberto Bravo, falleciendo la mayoría en el acto, y algunos heridos fueron rematados en el piso.
La versión oficial del suceso indicaba que se había producido un nuevo intento de fuga, con 16 muertos y tres heridos entre los prisioneros, sin bajas en las filas de la Marina.
La misma noche del 22 el gobierno sancionó la ley 19.797 que prohibía toda difusión de informaciones sobre organizaciones guerrilleras. En los días sucesivos, hubo manifestaciones en las principales ciudades de la Argentina, y numerosas bombas fueron colocadas en dependencias oficiales como protesta por la matanza.[cita requerida]
No obstante todas las contradicciones y las diferentes versiones de los sucesos, la matanza de Trelew es considerada por estudiosos de la historia argentina de la época, como el hecho inaugural del terrorismo de Estado como metodología sistemática para luchar contra las organizaciones políticas armadas, sin las limitaciones que impone la ley.

### Señalizan la Base Almirante Zar como lugar de Memoria
Recordando este hecho se encuentra un  monumento ubicado en la entrada de la Base Almirante Zar que consiste de una columna horizontal que tiene escrito «En esta unidad de la Armada Argentina, el 22 de agosto de 1972 se cometió la Masacre de Trelew. También fue utilizada como centro clandestino de detención de la última dictadura cívico-militar», de allí nacen tres columnas verticales, cada una con las palabras Justicia, Memoria, Verdad.

## Uso militar
En 1982 esta base aeronaval prestó apoyo a los medios militares de la Fuerza Aérea y la Aviación Naval, contribuyendo a las operaciones del Teatro de Operaciones del Atlántico Sur (TOAS).
En la base operaron los bombarderos Canberra MK-62 de la Fuerza Aérea y medios de apoyo de artillería de defensa aérea.

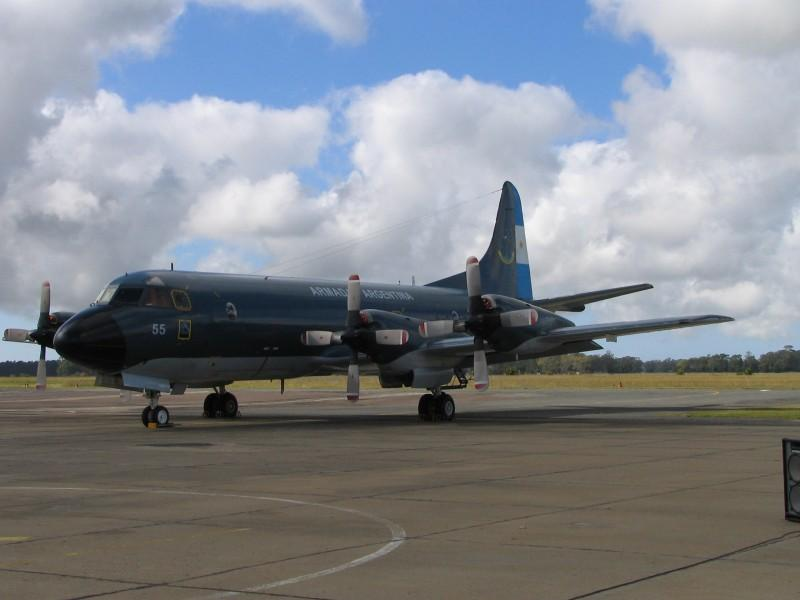
P-3B Orion en la BAPI

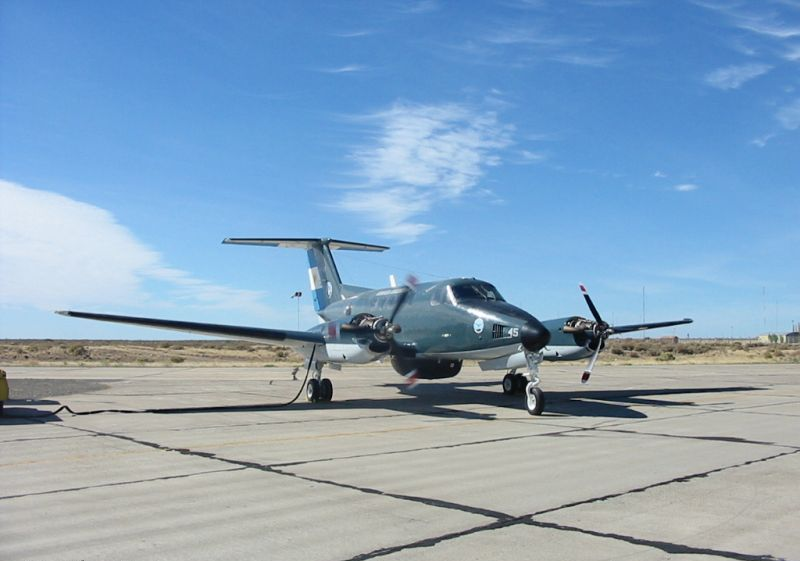
Beechcraft B-200 "Cormorán" en la BAAZ

En 1983 se traslada a la BAAZ, desde la Base Aeronaval Comandante Espora, a la Escuadrilla Aeronaval de Exploración - EA6E, con sus aviones Lockheed L-188 Electra, modificados para tareas de exploración marítima. Estos aviones, de origen civil, al poco tiempo comenzaron a mostrar el efecto de su utilización en ambiente marítimo, y en 1996 fueron reemplazados por los Lockheed P-3 Orion, que si bien están basado en el Electra, fueron construidos para actuar sobre el mar.

A fin de complementar a los aviones de exploración, la Aviación Naval dispuso la modificación de aviones Super King Air para realizar misiones de patrullaje y exploración marítima. Para ello se tomó como base del proyecto al modelo que ofrecía la Beech, el B-200T, iniciándose los trabajos de modificación en 1992, contando con una ayuda muy particular: el B-200T de la Aviación Naval de Uruguay, al cual se lo evaluó hasta el más último detalle a fin de poner “clonar” los B-200 en un B-200M.

Los trabajos de modificación y equipamiento consistieron en:
- Incorporación de un radar ventral RDR-1500 de vigilancia marítima de 360 grados de exploración y un alcance aproximado de 160 a 180 km. Se adquirieron 3 radares y 4 rádomos, debiéndose realizar los carenados correspondientes en la parte posterior e inferior del fuselaje. El radar implicó necesariamente instalar en la cabina una pantalla con sus correspondientes controles.
- Extensión de las barquillas o nacelas de los motores, en donde se pudo incorporar un depósito adicional de combustible con capacidad unitaria de aproximadamente 250 kg, hecho que incrementó los pesos operativos del avión, pero permite agregar una hora adicional de autonomía.
- Incorporación de dos ventanillas de observación tipo “burbuja” en la parte trasera del fuselaje, con la posibilidad de uso de la cámara fotográfica AGFLITE que permite imprimir en la toma todos los datos necesarios del objetivo, especialmente la posición mediante un sistema de posicionamiento global o GPS.
- Mejoras en los equipos de comunicaciones UHF/VHF, incluyéndose un primitivo sistema de enlace de datos denominado TNC que permite la transmisión de fax.
- Se incorporó una llamada "línea de mar" que permite arrojar en vuelo equipos de rescate, tal como una balsa salvavidas, equipos de supervivencia, boyas humosas o incluso sonoboyas.

Los aviones modificados, fueron bautizados "Cormorán" y han sido asignados a la Escuadrilla Aeronaval de Vigilancia Marítima (EA6V), que desde su creación se encuentran operando desde la BAAZ.
Ambas Escuadrillas participan activamente en las ejercitaciones con los buques de superficie y submarinos de la Armada Argentina, junto, también, al resto de los aviones y helicópteros de la Aviación Naval.

## Medios desplegados

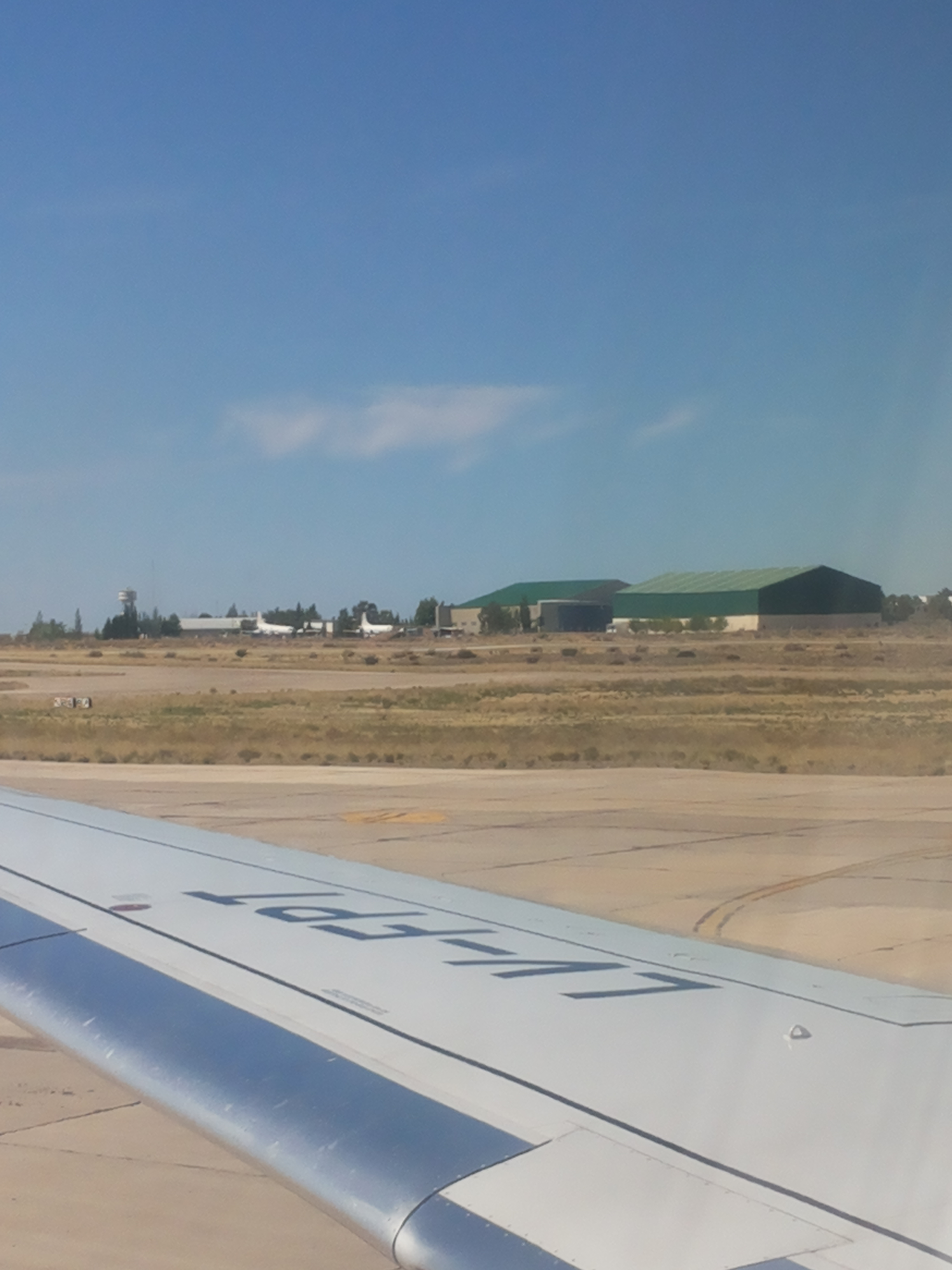
La base vista desde un Embraer 190 de Austral.

Las unidades y medios militares de la Armada Argentina en esta base aeronaval:
| Fuerza Aeronaval N.º 3 / Escuadra Aeronaval N.º 5 | Fuerza Aeronaval N.º 3 / Escuadra Aeronaval N.º 5           |
| Unidad                                            | Medios                                                      |
| ------------------------------------------------- | ----------------------------------------------------------- |
| Escuadrilla Aeronaval de Exploración              | Un (1) Lockheed P-3C Orion (+ 3)                            |
| Escuadrilla Aeronaval de Vigilancia Marítima      | Siete (7) Beechcraft BE-200 Dos (2) Beechcraft TC-12B Huron |